# Industripension Holding A/S
Industripension Holding A/S, CVR-nummer 15893230, er moderselskab for en række selskaber, blandt andre Industriens Pensionsforsikring A/S og Industriens Pension Service A/S.
Selskabet er ejet af fagforbundene i CO-industri (65 %) og DI - Dansk Industri (35 %). 
Selskabet blev stiftet den 11. februar 1992.
 Der er for få eller ingen kildehenvisninger i denne artikel, hvilket er et problem. Du kan hjælpe ved at angive troværdige kilder til de påstande, som fremføres i artiklen.